# Smartwings Hungary
Smartwings Hungary, колишня назва Travel Service Hungary — авіакомпанія, що базується у Будапешті, Угорщина, виконує чартерні рейси з міжнародного аеропорту Будапешт.
Була заснована в 2001 році

і є дочірньою компанією Smartwings з Чехії.

## Дистанції
Станом на серпень 2018 року:
Болгарія
- Бургас сезонний

Єгипет
- Хургада сезонний
- Шарм-ель-Шейх сезонний

Греція
- Корфу сезонний
- Іракліон сезонний
- Родос сезонний
- Закінф сезонний

Угорщина
- Будапешт базовий
- Дебрецен базовий

Іспанія
- Барселона сезонний
- Пальма-де-Мальорка сезонний

Туреччина
- Анталія сезонний

## Флот

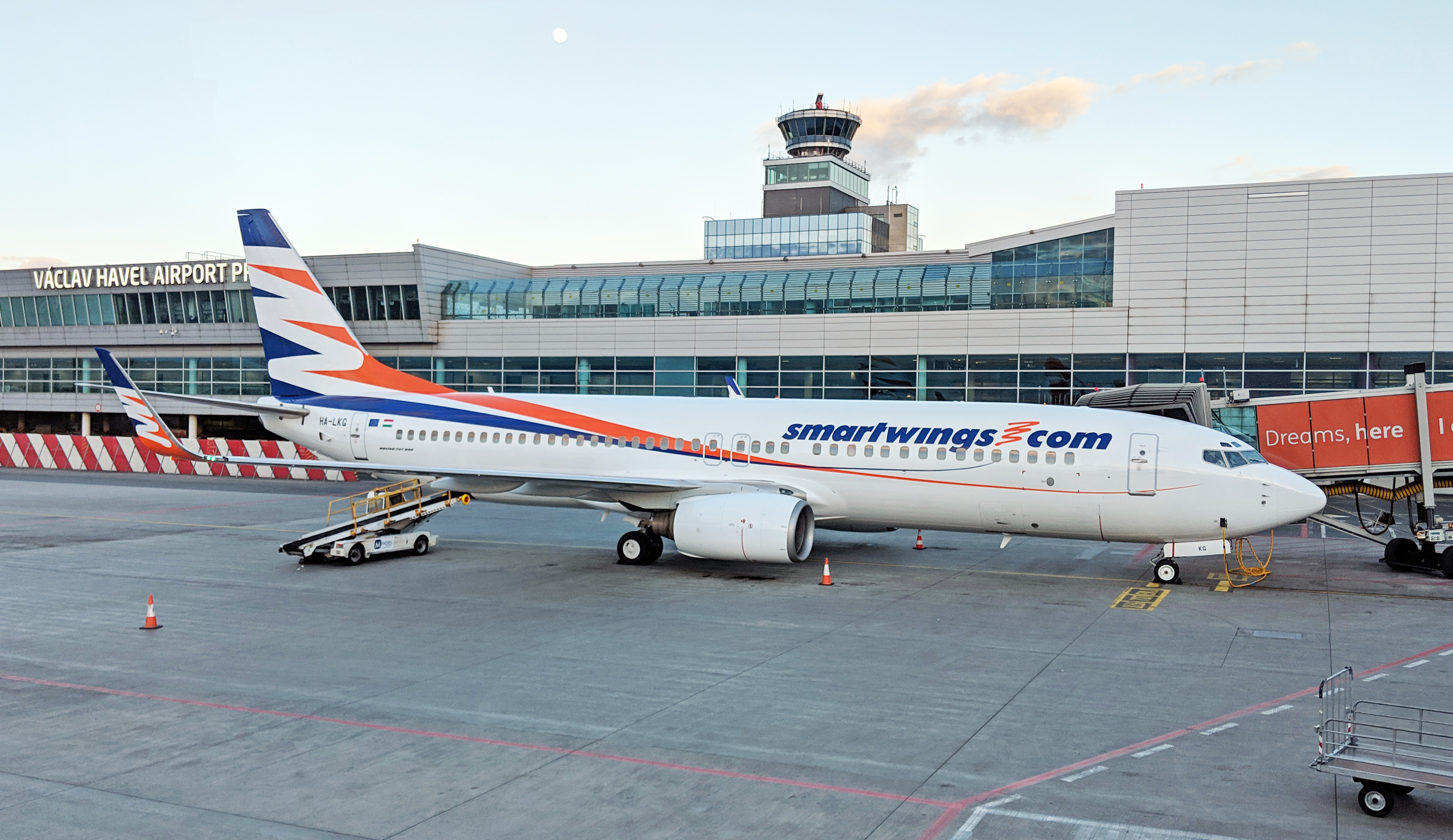
Smartwings Hungary Boeing 737—800

Флот Smartwings Hungary на серпень 2019.
| Тип            | В дії | Замовлено | Пасажирів | Пасажирів | Пасажирів | Примітки |
| Тип            | В дії | Замовлено | C         | Y         | Total     | Примітки |
| -------------- | ----- | --------- | --------- | --------- | --------- | -------- |
| Boeing 737—800 | 1     | —         | –         | 189       | 189       |          |
| Загалом        | 1     | —         |           |           |           |          |